# 王成国
王成国（1966年2月—），男，汉族，山东莱芜人，中华人民共和国政治人物。中国政法大学法律专业毕业，在职研究生学历，哲学博士。曾任浙江省人民政府副省长、浙江省公安厅厅长，现任中共浙江省委常委、政法委书记。

## 生平
1987年12月加入中国共产党，1989年7月参加工作。曾任北京市丰台区副区长，中共北京市崇文区委常委、副区长，北京市住房和城乡建设委员会副主任，北京市对口支援和经济合作工作领导小组新疆和田指挥部党委副书记、专职副指挥、党委书记、指挥，第七批、第八批援疆干部领队，中共和田地委副书记等职务。
2014年11月，任北京市人民政府副秘书长（正局级）。2015年9月，任中共北京市平谷区委书记。
2021年6月调入浙江工作，任浙江省人民政府党组成员、省公安厅党委书记，同年7月获任命为浙江省人民政府副省长、省公安厅厅长。
2023年4月，任中共浙江省委常委、政法委书记。